# Ренфрі
Ренфрі (пол. Renfri) — персонажка літературного циклу «Відьмак» польського письменника Анджея Сапковського, княжна Крейдена.

## Біографія
У Сапковського Ренфрі — дочка князя Крейдена Фредефалька від першого шлюбу, падчерка Арідеї. Остання дізналася завдяки чарівному дзеркалу, що Ренфрі стане причиною її загибелі, і повідомила про це чародіїв. Чарівник Стрегобор прийшов до висновку, що княжна — мутантка. Тоді було вирішено вбити її, але Ренфрі врятувалася. Після цього вона почала мандрівне життя, а через кілька років очолила розбійницьку банду, в яку входили сім гномів. Тепер її знали під прізвиськом Сорокопутка, і вона славилася своєю жорстокістю і вправним поводженням зі зброєю. До 17 років Ренфрі тримала в страху весь Махакам. У Блавикені вона зустрілася з Геральтом, який убив її в поєдинку на ринковій площі.
В образі Ренфрі-Сорокопутки Саковський з властивою йому іронічністю переосмислив один з класичних казкових сюжетів — про Білосніжку і сімох гномів.

## У серіалах
У польському телесеріалі «Відьмак» Ренфрі зіграла Кінга Ільгнер. В американському серіалі з тією ж назвою, який вийшов на екрани в грудні 2019 року, Ренфрі грає Емма Епплтон. Спочатку на цю роль планували взяти Міллі Брейді. Епізод з Ренфрі став сюжетною основою першого епізоду серіалу.